# Abbaye Saint-Pierre de Beaulieu-sur-Dordogne
Pour les articles homonymes, voir Abbaye Saint-Pierre.
 (juin 2025).
L'abbaye Saint-Pierre de Beaulieu-sur-Dordogne est une abbaye bénédictine située à Beaulieu-sur-Dordogne, dans le département de la Corrèze (France)

## Historique

### IXesiècle: fondation
Les débuts de l'histoire de l'abbaye sont connus grâce au cartulaire de l'abbaye de Beaulieu. De leur lecture, Maximin Deloche en a déduit que la fondation de l'abbatiale date de 855 par Raoul (ou Rodulfe) de Turenne, archevêque de Bourges, sur des terres appartenant à son père, Raoul ou Rodulfe de Turenne, vicomte de Turenne, plus vraisemblablement comte de Quercy, dites Bellus Locus (d'où Beaulieu). Ayant été formé à l'abbaye de Solignac, il a fait venir douze moines de cette abbaye.
Pour permettre le développement de l'abbaye, il lui fit des dons pris sur ses biens et offrit des reliques de saint Prime, de saint Félicien et sainte Félicité qu'il s'était procuré à Rome. D'autres membres de la famille de Turenne firent des donations. L'archevêque de Bourges Frotaire achète le domaine d' Orbaciacus (aujourd'hui Le Saillant) qu'il donne à l'abbaye de Beaulieu en août 887. Le roi Eudes confirme les donations des archevêques de Bourges Raoul et Frotaire à l'abbaye.

### Xesiècle: prospérité
Le monastère fut prospère au siècle suivant grâce à ses importants domaines et à la possession de reliques qui attiraient les pèlerins.
Une charte indique qu'on travaille sur le cloître en 971. Une église existait très probablement déjà. Les fouilles faites dans l'abside de l'église en 1966 ont permis de retrouver des traces de bâtiments du IXe ou Xe siècles et XIe siècle. Certains éléments de décor - linteaux en bâtière - semblent être des réemplois de l'édifice du XIe siècle.

### XIesiècle: désordres - spoliations - ordre de Cluny
Au XIe siècle, des désordres se produisent dans l'établissement convoité par les seigneurs voisins de Castelnau. Hugues de Castelnau devint abbé laïc et spolie l'abbaye de certains biens. Il est dénoncé par les moines devant le concile de Limoges en 1031, mais sans résultat. Il est ensuite convaincu de placer le monastère sous l'obédience de Cluny en 1076. En 1095, il donne au pape Urbain II tous ses droits sur l'abbaye.

### XIIesiècle: stabilité - reconstruction - pèlerinage de Saint-Jacques de Compostelle

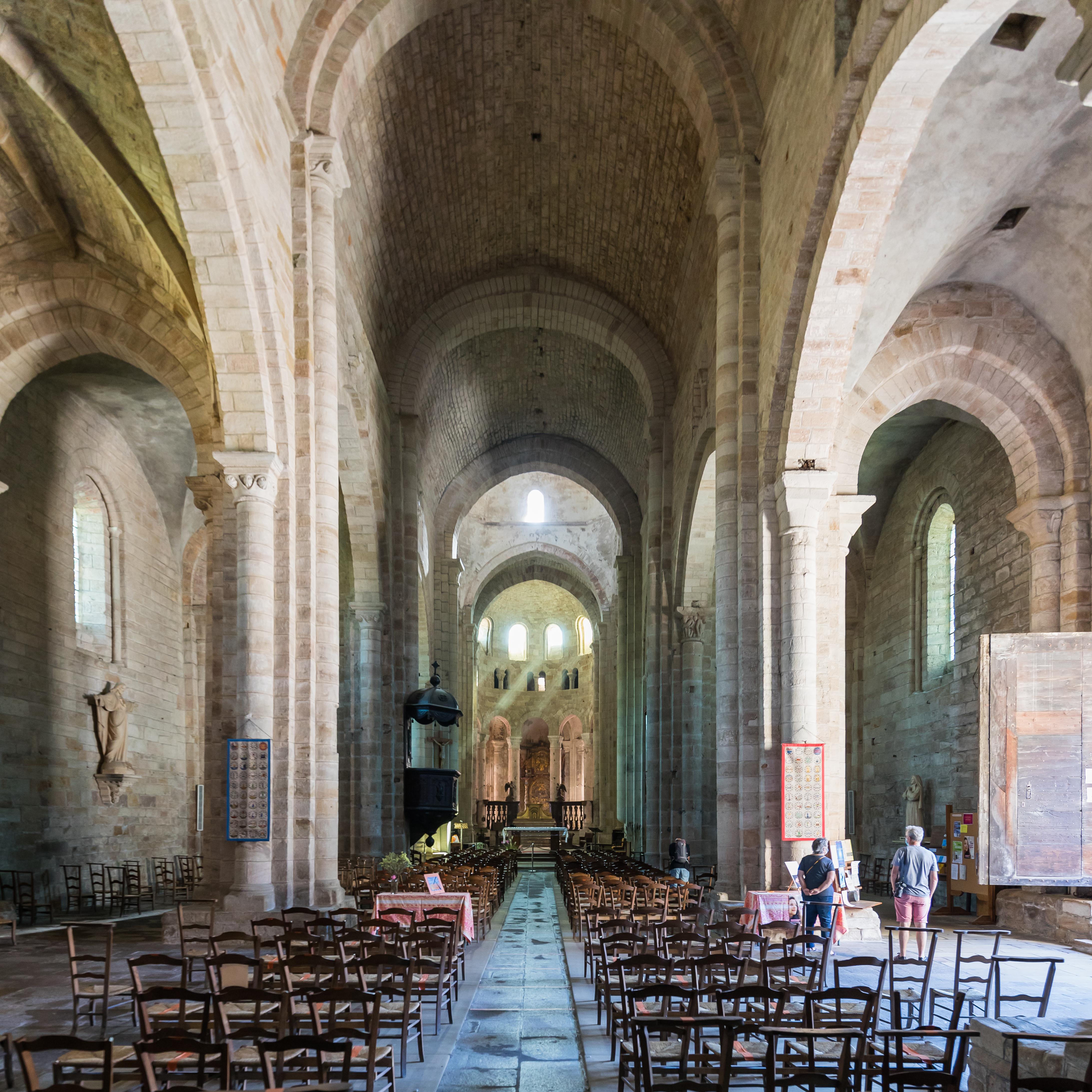
La nef de l'abbatiale.

L'autorité et l'efficacité de la grande abbaye bourguignonne qu'est Cluny permet à Beaulieu de connaître une période de stabilité, notamment sous l'abbatiat de Géraud II (1097-1119 ou 1130). C'est aussi un important moment de reconstruction.
L'église est construite avant 1130, d'abord par le chœur, le transept et la dernière travée de la nef. À partir de 1160 est commencé le côté sud de la nef avec le porche méridional. Puis on continue par le bas-côté nord de la nef. La façade occidentale, la première et la seconde travée ne sont terminés qu'au XIIIe siècle. Le portail de la façade est probablement du deuxième quart du XIIIe siècle. Le clocher situé à l'angle sud-ouest de la façade est du XIVe siècle. Certains historiens en attribuent la construction aux bourgeois de la ville voulant s'affranchir du pouvoir de l'abbé sur la cité. Les bâtiments sont plusieurs fois remaniés postérieurement, ainsi que le cloître.
Bien qu'à l'écart des grandes routes, l'établissement est au XIIe siècle, une étape sur le chemin de Rocamadour et de Compostelle qui est une variante de la route venant de Vézelay et Limoges.

### XIIIesiècle: troubles locaux
L'union avec l'abbaye de Cluny cesse en 1213 à la mort de l'abbé Gaubert (1205-1213).
Avec la fin de cette union vont recommencer les périodes de troubles avec les seigneurs locaux, en particulier, les vicomtes de Turenne. Ces derniers vont s'allier avec les bourgeois de Beaulieu contre l'abbé. Celui-ci va alors s'allier aux Castelnau pour résister. Mais à la fin de la guerre de Cent Ans, il doit abandonner toutes ses prérogatives.

### XVesiècle: régime de la commende
En 1445 apparaît le premier abbé commendataire, Pierre de Comborn. La décadence de l'abbaye va alors être rapide.

### XVIesiècle: guerres de religion
La cité de Beaulieu, constituée autour de l'abbaye, a beaucoup souffert des Guerres de religion. Marchands et gabariers qui assuraient la prospérité économique de la ville passent à la Réforme. En 1569, la cité est au pouvoir des huguenots qui entourent l'abbatiale de constructions afin de la masquer. Les moines s'enfuient et se réfugient au château d'Astaillac en 1574 après un second pillage. L'église devient même un temple réformé entre 1569 et 1586.
Les moines retrouvent leur abbaye en 1586 après la reprise de la ville par la Ligue catholique. Cependant, les moines n'ayant plus de bâtiments monastiques doivent loger en ville.

### XVIIesiècle: période mauriste
En 1663, l'abbé Emmanuel-Théodose de la Tour d'Auvergne remet l'abbaye aux mauristes. Ceux-ci entreprennent de réformer l'abbaye et de relever les bâtiments claustraux entre 1683 et 1699.

### XVIIIesiècle: Révolution française
Au début de la Révolution française, il ne reste plus que six moines. Vendue, l'abbaye n'échappe pas à la démolition. Seule l'église est épargnée.

### XIXesiècle: destructions et restaurations

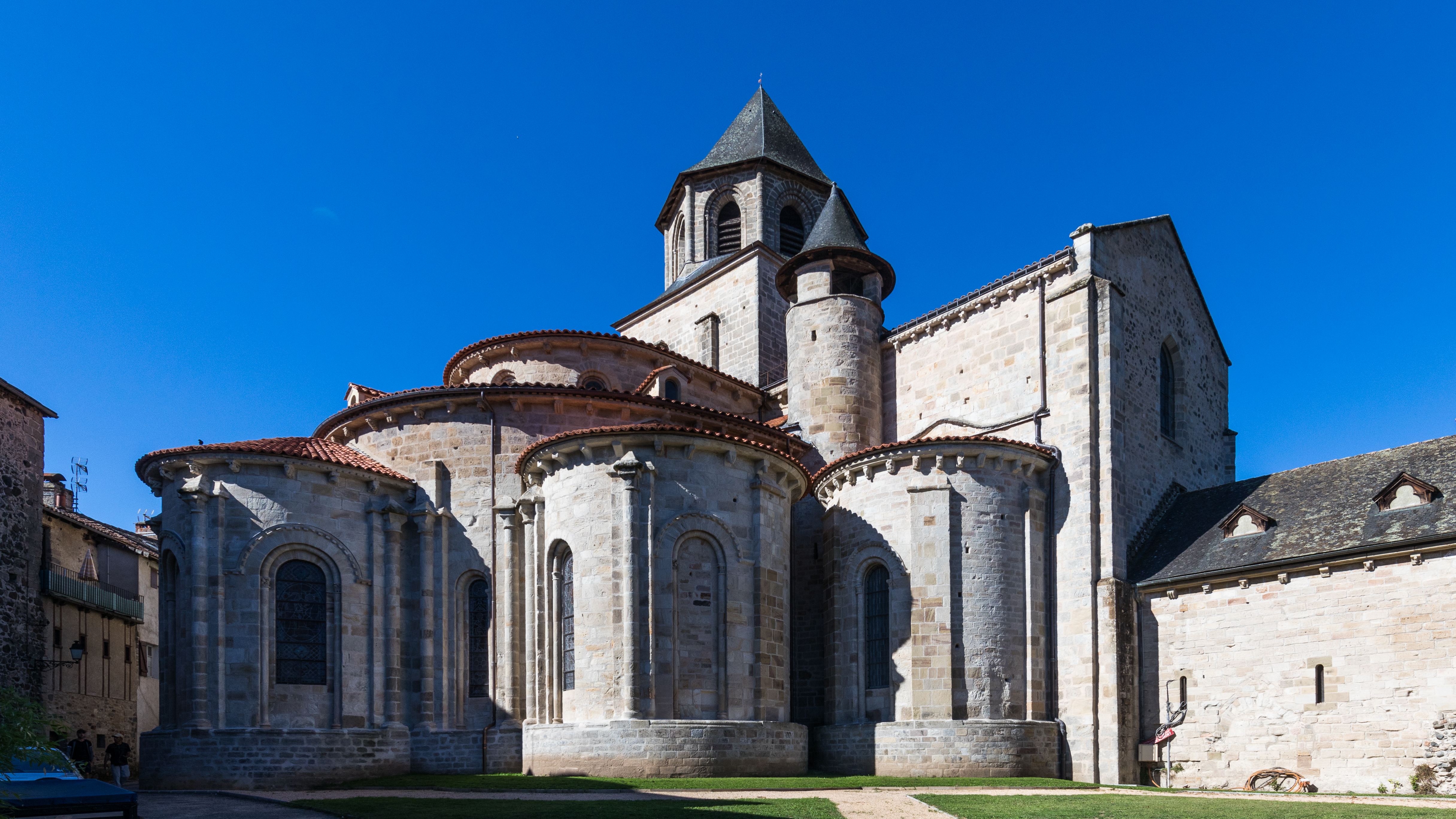
Le chevet dégagé par M. Chaîne.

En 1808, les voûtes des deux premières travées de la nef s'effondrent.
Anatole de Baudot va faire des travaux dans l'abbatiale entre 1881 et 1883 pour réaliser une nouvelle couverture, les voûtes s'étant effondrées. En 1889, il refait la voûte du porche sud.
L'architecte Chaîne, successeur d'Anatole de Baudot, fait démolir trois maisons pour dégager le chevet avant la restauration de l'abside.

## Architecture

### Église abbatiale

#### Généralités

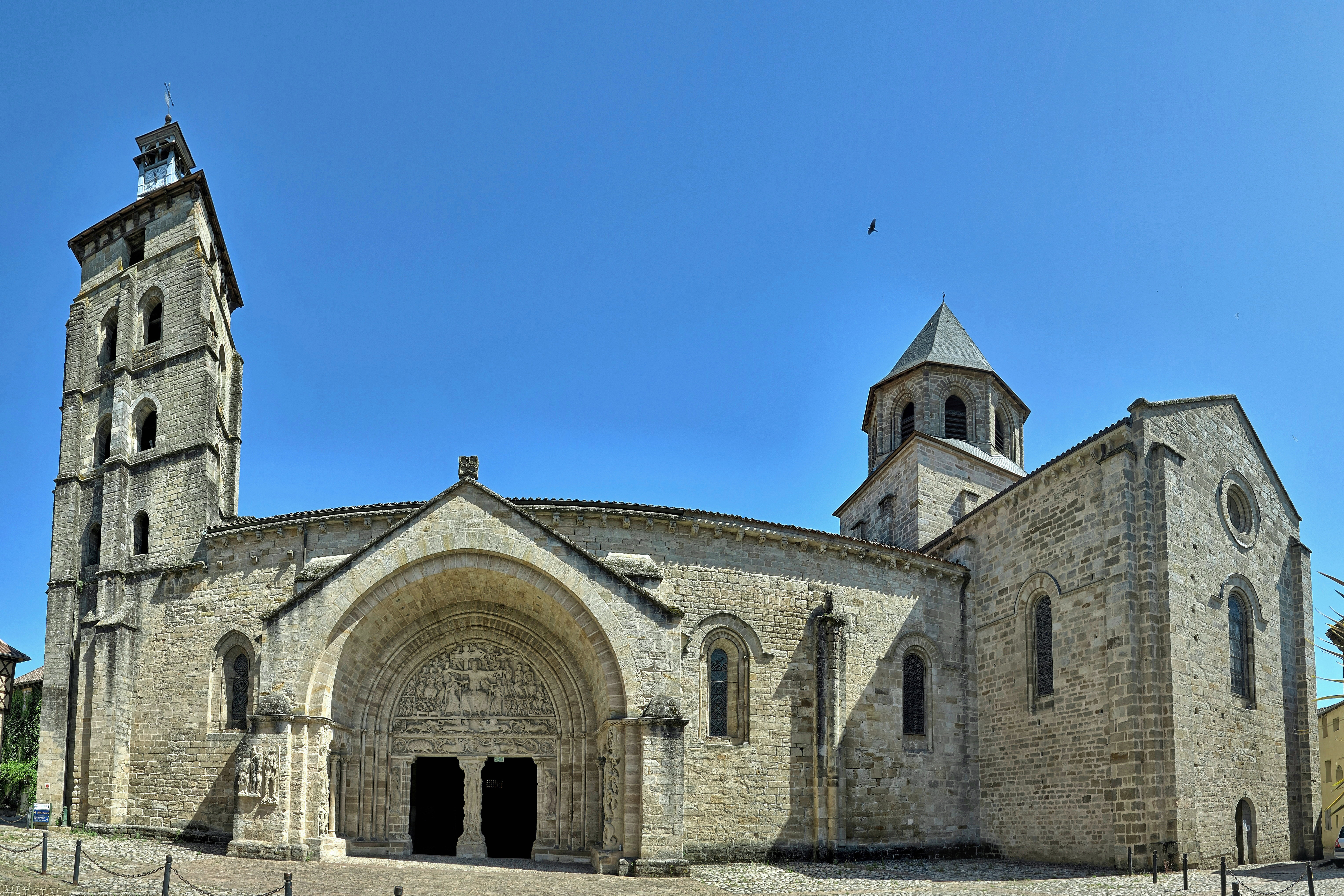
Vue d'ensemble de l'église abbatiale.

L'église (devenue paroissiale) et la salle capitulaire ont été seules épargnées à la Révolution. Rien ne subsiste des installations préromanes.
L'ancienne abbatiale, seul témoin du faste passé, a été érigée de l'est vers l'ouest en plusieurs campagnes, de la fin du XIe siècle au début du XIIIe siècle. Étape d'une des routes vers Saint-Jacques-de-Compostelle, elle présente comme les églises de pèlerinage un chœur à déambulatoire et chapelles rayonnantes. À la croisée du Quercy, du Limousin et de l'Auvergne, elle reflète les courants qui traversent la région.
L'abbatiale est célèbre pour son tympan sculpté sur la porte ouverte dans le mur sud de la nef: le triomphe de la Croix, figuré par un christ aux bras écartés; derrière lui, une croix décalée, les instruments de la Passion.

#### Tympan du portail méridional

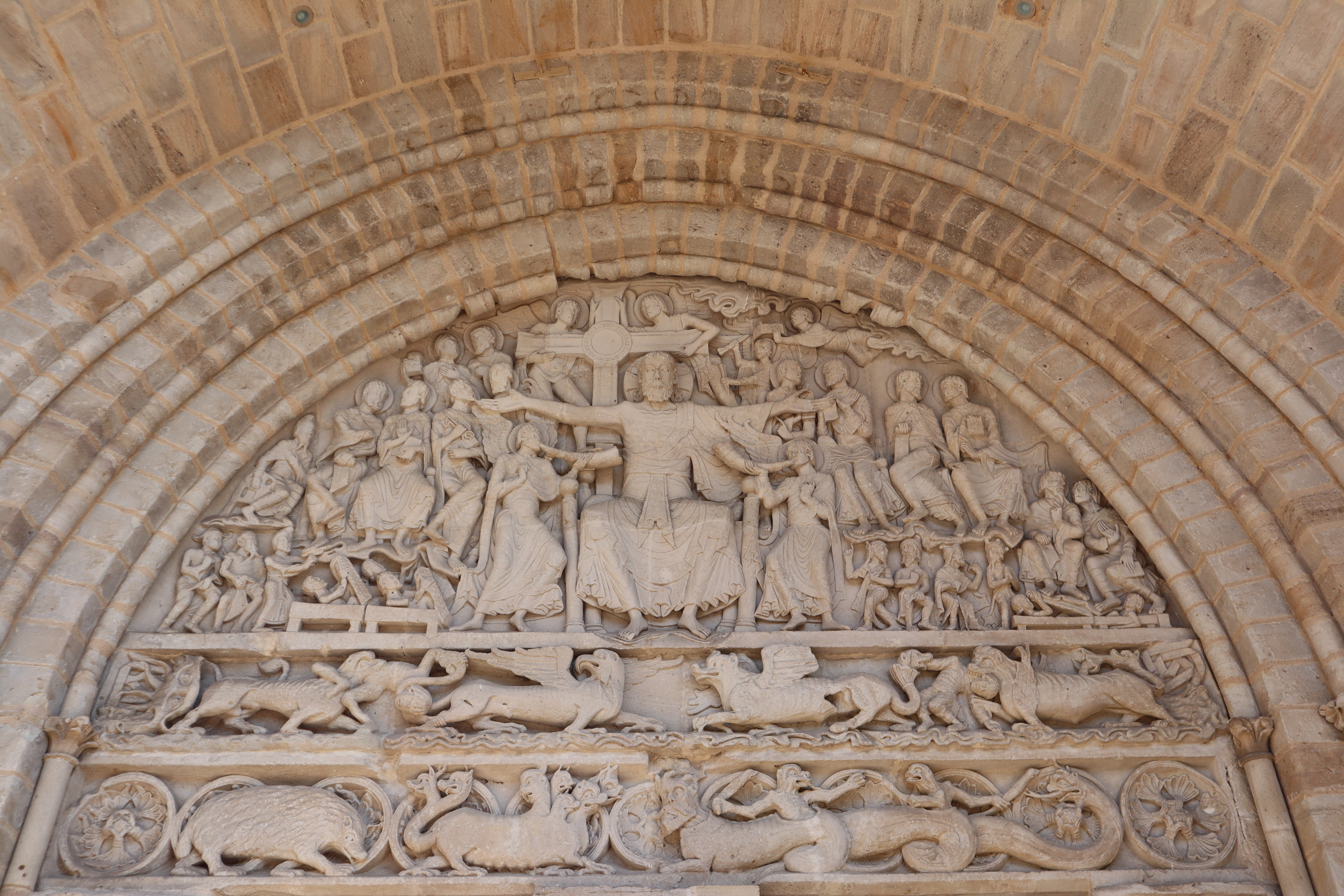
Tympan.

Entouré d'apôtres conversant et d'anges porteurs des emblèmes de la Passion, le Christ apparaît comme le triomphateur de la Mort, prêt à accueillir la cohorte des élus et victorieux du mal dompté que déroulent les registres de monstres assagis. Plus démonstrative, mais moins terrifiante et moins épique qu'à Saint-Pierre de Moissac qui illustre l'Apocalypse de Jean, cette vision de la fin des temps rehausse l'ancienne abbatiale qui, outre un précieux trésor, conserve une des œuvres majeures de la sculpture romane.
Le thème central du tympan est la seconde venue du Christ ou Parousie telle qu'elle est racontée dans l'Évangile selon Matthieu Mt 24 et 25 (et non un Jugement Dernier) : 

Mat 24,30-31 : "Alors le signe du Fils de l'homme paraîtra dans le ciel, …, et elles verront le Fils de l'homme venant sur les nuées du ciel avec puissance et une grande gloire. Il enverra ses anges, avec la trompette retentissante, et ils rassembleront ses élus des quatre vents, depuis une extrémité des cieux jusqu'à l'autre." 

Mat 25, 31 : "Lorsque le Fils de l'homme viendra dans sa gloire, avec tous les anges, il s'assiéra sur le trône de sa gloire. Toutes les nations seront assemblées devant lui. …." 

Mat 25, 34 :Venez, vous qui êtes bénis de mon Père; prenez possession du royaume qui vous a été préparé dès la fondation du monde."
Le Christ est représenté triomphant assis sur son trône, devant une grande croix parousiaque, signe du Fils de l'homme, foulant au pied ses ennemis. La couronne portée par un ange n'est pas une couronne d'épines mais une couronne impériale.
Les morts sortent de leurs tombeaux et viennent à l'appel du Christ avant le jugement annoncé dans Mt 25, 32 : « Toutes les nations seront assemblées devant lui. Il séparera les uns d'avec les autres, comme le berger sépare les brebis d'avec les boucs. »
De part et d'autre du Christ, au-dessous des Élus, on peut voir sept petits personnages. Ils ont été identifiés comme des témoins juifs et païens, représentation d'un verset du début de l'Apocalypse de Jean qui annonce la seconde venue du Christ (Ap 1,1-8) :

Ap 1,7 : « Et tout œil le verra, et ceux qui l'ont percé; et toutes les tribus de la terre se lamenteront à cause de lui. »
Dessous la représentation de la Parousie, le linteau est divisé en deux bandes. Le Christ de la Parousie domine des monstres. Dans la bande supérieure, quatre monstres à têtes de chiens et d'oiseaux avalent les condamnés aux enfers. Dans la bande inférieure, sur un fond de rosettes à feuilles, sont représentés des monstres qui peuvent être les royaumes déchus dont parle le prophète Daniel - scène du mur gauche du porche - les monstres dont le Diable s'est servi lors de la Tentation au désert - scène du mur droit du porche - ou les bêtes de l'Apocalypse, comme, par exemple, le monstre à sept têtes. Tous les monstres ne sont pas statiques, mais en mouvement, ce qui souligne la vivacité de l'ensemble de la scène.

### Autres bâtiments
Telle qu'elle apparait aujourd'hui dans son environnement de maisons basses bordant d'étroites ruelles, l'abbatiale de Beaulieu garde une grande authenticité. Par chance, en effet, l'édifice a échappé à toute destruction ou transformation ultérieures si l'on excepte l'adjonction d'une tour occidentale hors œuvre au XVe siècle.
La salle capitulaire, située dans le prolongement du bras sud du transept est utilisée depuis 1903 comme sacristie, elle a gardé un intéressant ensemble de chapiteaux romans au décor ornemental.

## Protection
Aux XIXe et XXe siècles, l'abbaye est multiplement protégée au titre des monuments historiques : classement de l'abbatiale par la liste de 1862, classement des terrains attenants en 1934 et inscription des vestiges de l'abbaye en 1965.

## Mobilier

### Retables
L'abbatiale a conservé un mobilier liturgique :
- retable de la chapelle de la Vierge, réalisé en 1678 par Pierre Estrade, sculpteur, et Jean Duchesne, doreur à Beaulieu-sur-Dordogne, classé à titre d'objet en 1971[9] ;
- retable de la Remise des clefs à saint Pierre, du XVIIe siècle, classé à titre d'objet en 1971[10].

### Autres objets liturgiques
- Châsse de l'Adoration des Mages, classée à titre d'objet en 1891[11].
- Bras-reliquaire de saint Emilien, classé à titre d'objet en 1891[12]
- Bras-reliquaire de sainte Félicité, classé à titre d'objet en 1891[13].
- Reliquaire lanterne, classé à titre d'objet en 1891[14].
- Vierge à l'Enfant assise, classée à titre d'objet en 1881[15].

### Source à exploiter
- Abbé J. B. L. Roy de Pierrefitte, Études historiques sur les monastères du Limousin & de la Marche, vol. 1, Guéret, 1857-1863, [lire en ligne]